# Bertha Hallauer
Bertha Hallauer, née 12 février 1863 à Wilchingen et morte le 13 octobre 1939 dans la même commune, est un poète suisse d'expression allemande.

## Biographie

### Origines, enfance et famille
Bertha Hallauer naît le 12 février 1863 à Wilchingen, dans le canton de Soleure. Elle en est également originaire. Son père, Johann Conrad Hallauer, est médecin ; sa mère est née Katharina Waldvogel. 
Elle passe ses premières années au château de Haslach, près de Wilchingen, où son père a créé un établissement de cures thermales. Très tôt orpheline de père et de mère (la seconde alors qu'elle est âgée de deux ans ; le premier, à l'âge de cinq ans), elle est recueillie avec ses six frères et sœurs par des parents. Elle vit d'abord chez un cousin à Trasadingen, puis à Thayngen.
Elle suit l'école secondaire à Schaffhouse. Elle séjourne en France de 1879 à 1881, d'abord à Nice comme fille au pair puis à Paris, avant de revenir à Wilchingen, où elle épouse en 1883 le chimiste, artiste et agriculteur Alfred Gysel, fils du conseiller d'État et conseiller aux États Zacharias Gysel. 
Elle devient veuve en 1906 et doit alors élever seule ses cinq enfants.

### Poésie et récits
Elle écrit des poèmes, dont plusieurs sont mis en musique, dès le début de son mariage. Nombre d'entre eux sont d'abord publiés dans des journaux, ce qui assure sa notoriété dans l'ensemble de la Suisse alémanique.
Le glaucome la rend aveugle en 1927,. Sa piété lui permet cependant de surmonter par l'écriture tous les coups du sort. 
Parmi ses textes, des récits, qui illustrent en termes simples la vie d'une Schaffhousoise au tournant des XIXe et XXe siècles.

### Mort et sépulture
Elle meurt le 13 octobre 1939 à Wilchingen d'une longue maladie, à l'âge de 76 ans. 
Elle est inhumée dans la parcelle d'honneur du cimetière de Wilchingen.

## Œuvres

### Poésie
- (de) Aus der Heimat, 1883
- (de) Sonnenenuntergang, 1906
- (de) Späte Rosen, Frauenfeld, Huber & Co, 1910, 142 p.
- (de) Sehsucht nach dem Lichte, Zurich, Orell Füssli (de), 1933, 104 p.

### Récits
- (de) Lebenserinnerungen, 1937
- (de) Die Edlen von Haslach, ?